# Паничарево
Вижте пояснителната страница за други значения на Панчарево.
Паничаре́во е село в Западна България, област Кюстендил, община Бобов дол.

## История
Още от Освобождението на България през 1878 г. името на селото е регистрирано като Паничарево Среща се употреба на неправилното име Панчарево.
Селото става център на новата община Паничарево, Станке Димитровска околия, Софийски окръг на 17 декември 1955 г., която е присъединена към община Шатрово с център с. Шатрово на 27 декември 1958 г.
Паничарево става център на обединената и едновременно преименувана община Паничарево на 21 април 1962 г. Община Паничарево е закрита на 26 декември 1978 г.

## Население
Численост и дял на етническите групи според преброяването на населението през 2011 г.:
|                     | Численост | Дял (в %) |
| Общо                | 71        | 100,00    |
| Българи             | 69        | 97,18     |
| Турци               | 0         | 0,00      |
| Цигани              | 0         | 0,00      |
| Други               | 0         | 0,00      |
| Не се самоопределят | 0         | 0,00      |
| Неотговорили        | 2         | 2,81      |

## Личности
- Алекси Тасев (р. 1945), български комунист, кмет на Дупница
- Георги Панчаревски (1870–1948), български революционер и комунист